# M3 Stuart
El tanc lleuger Stuart va ser un vehicle blindat estatunidenc utilitzat per Anglaterra i les forces aliades durant la Segona Guerra Mundial. El sobrenom Stuart, donat pels britànics en honor del General Jeb Stuart, es va emprar tant per als tancs M3 com per als M5, una revisió posterior del M3. En l'Exèrcit dels Estats Units els tancs es coneixien oficialment com a Tanc Lleuger M3 i Tanc Lleuger M5.

## Història
Analitzant la situació a Europa, els dissenyadors van considerar obsolet el tanc lleuger M-2 i van construir un prototip amb el blindatge millorat, la suspensió modificada i un nou sistema de recuperació del canó. Aquest nou tanc va ser denominat "Tanc Lleuger M-3". La producció va començar al març de 1941 i va durar fins a l'octubre de 1943. Com el seu antecessor, el M-2A4, el M-3 posseïa un canó de 35 mm i 5 metralladores: una coaxial al canó, una en la torreta, una en el davant i dos als costats.

## Escenaris de combat
L'Exèrcit Britànic va ser el primer a utilitzar el M-3 Stuart en combat. El novembre de 1941, 170 Stuarts van participar en l'Operació Crusader. Els resultats van ser, en general, decebedors. A pesar que les altes pèrdues sofertes per les unitats Stuart durant l'operació estaven més relacionades amb les tàctiques utilitzades i l'entrenament de les Afrika Kops que amb la superioritat dels vehicles alemanys, l'operació va demostrar que el M3 era inferior als tancs enemics. Entre les queixes sorgides estava el canó de 37 mm, poc eficaç per a l'època, i la pobra disposició interna. La tripulació de dos soldats i un tercer per a la torreta era una debilitat important, i algunes unitats britàniques van intentar lluitar amb tripulacions de tres operaris i una cambra encarregada de la torreta. En el costat positiu, a les tripulacions els va agradar la rapidesa i la fiabilitat mecànica, que van donar lloc al seu altre sobrenom, Honey. L'alta velocitat i fiabilitat van distingir al Stuart d'altres carros de combat britàniques de l'època. A partir de l'estiu de 1942, quan es van rebre bastants tancs dels Estats Units, l'Exèrcit Britànic va mantenir amb freqüència als Stuart fos del principal front de batalla, usant-los principalment en tasques de reconeixement. La torreta es va eliminar d'alguns tancs per a alleugerar pes i millorar així la velocitat i l'autonomia. Aquests vehicles es van conèixer com a Stuart Recce. Uns altres es van convertir en transports blindats per al personal i vehicles de comandància. M3, M3A3 i M5 van seguir usant-se pel servei britànic fins al final de la guerra, si bé les unitats blindades britàniques eren molt menors en proporció respecte a les unitats nord-americanes.

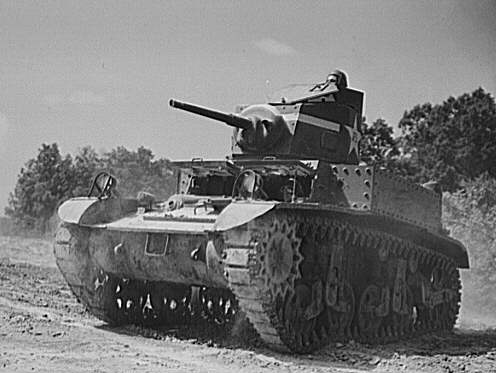
M-3 en Fort Knox, 1942.

La Unió Soviètica, l'altra principal receptora del M3, va estar fins i tot més descontenta amb el tanc, considerant-ho poc armat, poc blindat, propens a ser abatut i massa sensible a la qualitat del combustible. El motor radial utilitzat en el M3 requeria combustible d'alt octanatge. No obstant això, el M3 era superior als tancs lleugers soviètics anteriors a la guerra, com el T-60. El 1943, l'Exèrcit Roig va provar el M5 i va decidir que el disseny actualitzat no era gaire millor que el M3. Menys necessitats que el 1941, els soviètics van rebutjar l'oferta nord-americana de subministrar el nou model. Els M3 van romandre en servei amb l'Exèrcit Roig fins al 1944.
En l'Exèrcit dels Estats Units, el M3 va aparèixer en combat per primera vegada a les Filipines. Un reduït nombre va lluitar en la Campanya de la península de Batan. Quan l'Exèrcit dels Estats Units es va unir a la Campanya del Nord d'Àfrica a la fi de 1942, les unitats Stuart formaven una important part de la seva força blindada. Després de la desastrosa batalla del pas de Kasserine, on els M3 i M5 es van enfrontar als Panzer IV i Tiger alemanys, els Estats Units van seguir el pla britànic i van desfer la majoria de batallons de tancs lleugers, dedicant els Stuart a labors de reconeixement i exploració.

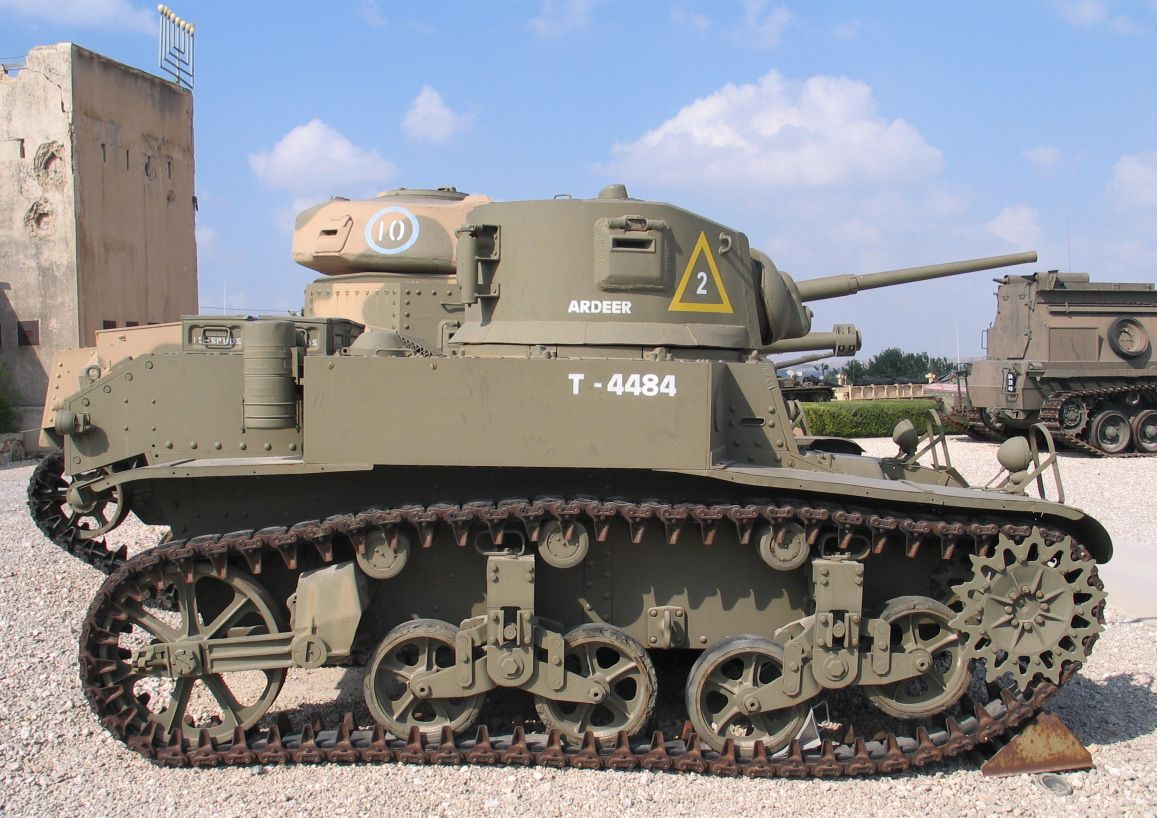
M-3A1.

En el front europeu, els tancs lleugers van rebre un paper secundari, ja que no podien sobreviure davant la majoria de vehicles blindats enemics. L'únic lloc en què el Stuart seguia sent útil era el front del Pacífic, ja que rarament es trobaven tancs japonesos. I quan això succeïa, resultaven ser molt febles tant en blindatge com en armament. La infanteria japonesa no disposava d'armament antitanc i tendia a atacar els mateixos amb tàctiques d'assalt. En aquesta situació, el Stuart tan només era una mica més vulnerable que els tancs majors.
No obstant això, el nombre de M3 i M5 produïts va ser tan gran (més de 25.000 unitats incloent el M8 HMC) que va romandre en servei fins al final de la guerra. A més dels Estats Units, Gran Bretanya i la Unió Soviètica, també va ser utilitzat per França, la Xina i Iugoslàvia (M3A3 i algun M3A1).
Després de la guerra, alguns països van equipar els seus exèrcits amb els barats i fiables Stuarts. El M5 va jugar un important paper en la Primera Guerra Kashmir entre l'Índia i Pakistan el 1947. El vehicle es va mantenir en servei en diversos països sud-americans fins al 1996.
Durant els anys 1960 i 1970, l'Exèrcit Portuguès també va usar alguns Stuart en la guerra d'Angola, on la seva capacitat totterreny (comparada amb altres vehicles de rodes) i potència de foc van ser bastant apreciades.

## Variants
- M-3 (Disseny Britànic "Stuart I"). 5,811 produïts
  - Alguns M-3 els va ser canviat el motor per un Guiberson dièsel i reanomenats "Stuart II" per Anglaterra.
  - Últims M-3 els van ser canviades les torretes".
- M-3A1 (Stuart III). 4,621 produïts.
  - Nous anells en la torreta, li van retirar la cúpula, els van ser retirades les metralladores.
  - M-3A1 amb motor diesel Guiberson dièsel denominats a Anglaterra com Stuart IV".
- M-3A3 (Stuart V). 3,427 produïts.
  - Es va canviar l'antiga torreta per una amb més abast i rang.
- M-5 (Stuart VI). 2,075 produïts.
  - motors Cadillac bessons. Es va redissenyar la carrosseria similar a la del M-3A3, però ara els motors estan superposats. La torreta és la mateixa del M-3A1.
- M5A1 (Stuart VI). 6,810 produïts.
  - M5 amb torreta del M-3A3; aquesta és la versió més popular en els Estats Units en 1943.
- 75mm Howitzer Motor Carriage M8. 1.778 unitats produïdes. Va funcionar com a element d'artilleria autopropulsada.
  - Basat en el M-5. El canó va ser reemplaçat per un 75 mm M2/M3 howitzer.
- 75mm Howitzer Motor Carriage M8A1.
- T82 Howitzer Motor Carriage.
  - Vehicle d'artilleria de 105 mm basat en el M-5A1. Cancel·lat en 1945.
- T56 3in Gun Motor Carriage.
  - Variant del T56 Amb motor continental del M-3 Lee Construïts al febrer de 1943.
- T27 / T27I1 81mm Mortar Motor Carriage.
  - M5-A1 li va ser instal·lat un morter de 81 mm. També portava una .50. El projecte va ser abandonat per inadequat per a la tripulació.
- 20 mm Multiple Gun Motor Carriage T85.
- M3/M3A1 amb llançaflames Satan .
  - Flame llançaflames instal·lat en el canó principal. 20 tancs van ser convertits per als marines en 1943.
- M3A1 amb llançaflames I5R2-M3 .
  - llançaflames instal·lat en el pedestal de la .30.
- M5 Dozer.
  - M5 amb removedor. No va entrar en producció
- M5 amb coets T39 .
  - T39 amb 20 coets 7.2". No va entrar en producció.
- M5A1 amb llançaflames I 7-7.
  - llançaflames instal·lat en el canó principal.
- M5A1 amb llançaflames I-9.
  - Prototip.
- M5A1 amb llançaflames I-3.

## Variants del Regne Unit
- Kangaroo APC Stuart Kangaroo.
  - APC Construït pel Regne Unit, se li van agregar seients extres
- Stuart Recce.
  - Vehicle de reconeixement basat en la barcassa del Stuart
- Stuart Command.
  - Kangaroo amb sistema de ràdio extra

## Variants de Brasil
En 1970 La companyia Bernardini va construir vehicles amb llicència per a l'exèrcit de Brasil, basats en el Stuart.
- X1A.
  - Basat en el M-3A1, va tenir un motor (280 hp Saab-Scania dièsel), nova suspensió, control de tir i canó DEFA 90 mm. 80 vehicles van ser produïts.
- X1A1.
  - Un X1A prototip millorat que no va entrar en producció.
- X1A2.
  - Basat en el X1A1, aquesta versió conservava poc de l'original Stuart, 19 ton, tenia 3 tripulants, armat amb un canó de90 mm i motor Saab-Scania de 300 hp. 30 van ser construïts entre 1979-1983.

## Usuaris
Austràlia, Bèlgica, Brasil, Xile, Xina, Colòmbia, Cuba, Equador, El Salvador, Estats Units, França, Grècia, Guatemala, Índia, Itàlia, Mèxic, Països Baixos, Paraguai, Portugal, Turquia, Anglaterra, Uruguai, Rússia, Iugoslàvia.